# Black Candy
Black Candy è il terzo album in studio del gruppo musicale statunitense Beat Happening, pubblicato nel 1989.

## Tracce
1. Other Side – 3:35
2. Black Candy – 3:00
3. Knick Knack – 2:13
4. Pajama Party in a Haunted Hive – 4:38
5. Gravedigger Blues – 2:26
6. Cast a Shadow – 2:31
7. Bonfire – 3:12
8. T.V. Girl – 2:31
9. Playhouse – 2:30
10. Ponytail – 3:27